# جوليان هولواي
جوليان هولواي (بالإنجليزية: Julian Holloway)‏ هو ممثل بريطاني، ولد في 24 يونيو 1944 في المملكة المتحدة.

## وصلات خارجية
- جوليان هولواي على موقع IMDb (الإنجليزية)
- جوليان هولواي على موقع روتن توميتوز (الإنجليزية)
- جوليان هولواي على موقع قاعدة بيانات برودواي على الإنترنت (الإنجليزية)
- جوليان هولواي على موقع قاعدة بيانات الفيلم (الإنجليزية)